# Queutage
Le queutage est la partie supérieure d’une voûte de pont en maçonnerie, surmontant la douelle. Il est constitué de matériaux différents selon qu'il est soumis à des pressions fortes ou faibles.

structure d'une voûte de pont en maçonnerie

## Matériaux utilisés
Les matériaux constitutifs du queutage sont des moellons ordinaires, non équarris comme ceux utilisés pour la face inférieure que constitue la douelle, excepté pour les grandes voûtes, où des moellons équarris taillés en forme de voussoir sont utilisés,.
Dans les grandes voûtes, on a employé à peu près toutes les pierres naturelles, sauf les tendres : le granit (comme le pont de Londres ou le Victoria Bridge ou Putney Bridge ou le pont de Céret), le gneiss, le schiste (comme le pont de Plauen), le basalte (viaducs d’Auvergne), la lave (pont de Vieille-Brioude), le calcaire (pont George-V à Orléans ou pont Saint-Bénezet à Avignon), le grès Pont Adolphe, les meulières, etc..
Les matériaux artificiels ont également été utilisés, avant l’avènement du béton armé : les briques, le béton moulé ou lé béton damé.
Les mortiers utilisés pour liaisonner les moellons du queutage peuvent être réalisés avec de la chaux ou du ciment. Toutes les voûtes de 40 m et plus ont été construites avant 1854 au mortier de chaux et après 1890 au mortier de ciment à prise lente. Le dosage en liant est variable selon la résistance que l’on veut obtenir. Pour un mètre cube de sable, le dosage en chaux d’un mortier de chaux peut varier ainsi de 300 à 400 kg. Le dosage en ciment d’un mortier de ciment peut varier quant à lui de 333 à 700 kg. Des mortiers bâtards, mélanges de chaux et de ciment, peuvent aussi être utilisés à condition que les deux poudres, chaux et ciment, soient mélangées mécaniquement.

## Dispositions constructives

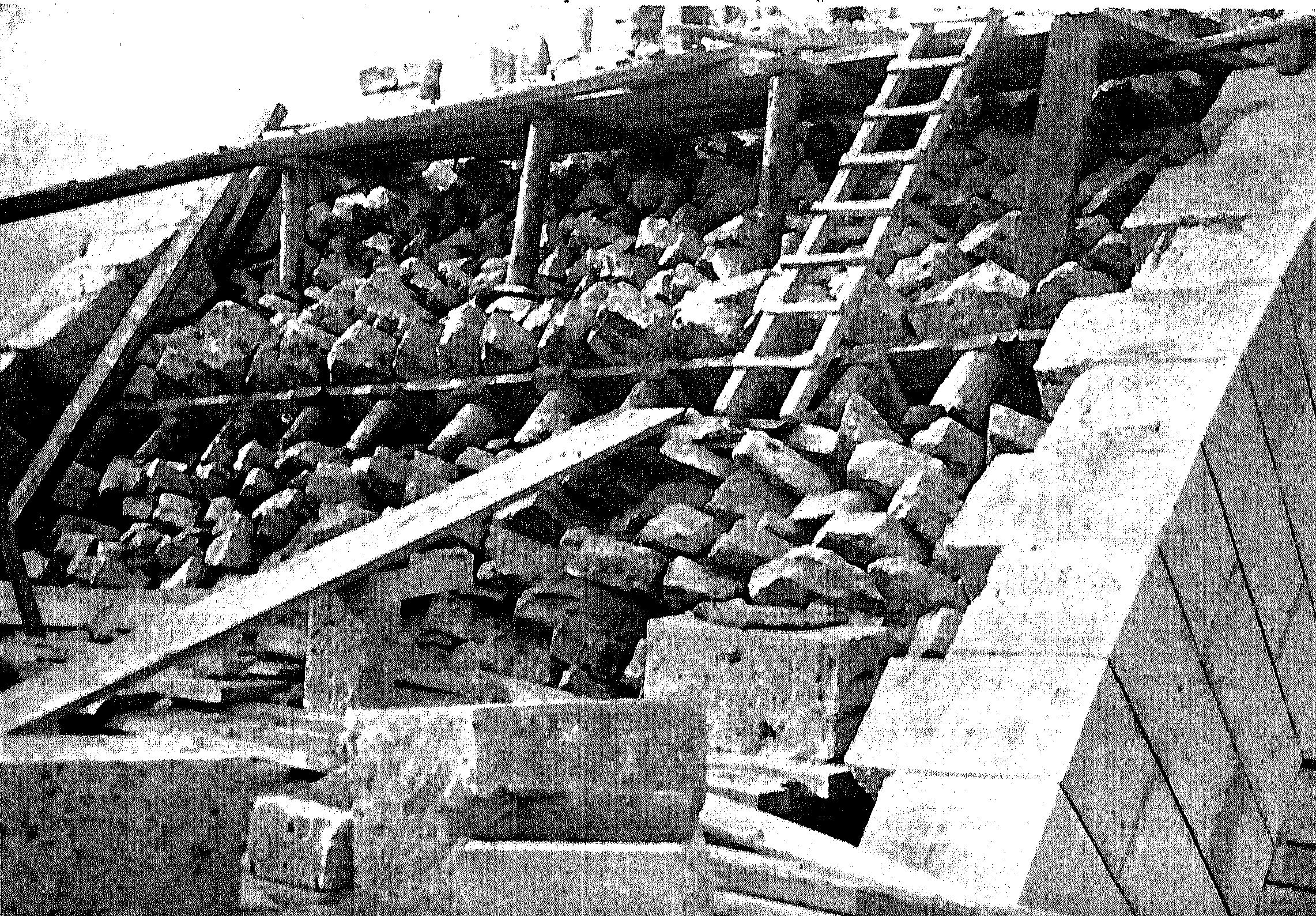
Vue du queutage du pont d’Épinay-sur-Seine en construction (11 avril 1906). Le queutage est en moellsons ordinaires non équarris. Le bandeau (à droite sur la photo) est en pierre de taille

Le flanc de la voûte est dénommé assise. Pour ne pas glisser, les matériaux doivent être disposés perpendiculairement à la résultante des actions agissant sur l’assise. De même l’assise doit être composée de matériaux également compressibles, pour éviter que les parties les plus compressibles aient tendance à s’enfoncer par rapport aux autres.
Le queutage est constitué de matériaux différents selon qu'il est soumis à des pressions fortes ou faibles. Dans le cas de faibles pressions, les tassements sont faibles et on peut se contenter de moellons bruts ou équarris ou même de béton. Les moellons sont liaisonnés avec du mortier de chaux ou de ciment. Dans le cas de fortes pressions, les matériaux doivent être plus résistants et mieux équarris, plus homogènes avec les bandeaux et la douelle. Les joints y sont plus minces et faits de meilleur mortier,.